# Полігон 2
«Полігон 2» — 40-хвилинний художній фільм 2004, знятий незалежним петербурзьким режисером Павлом Фоміненко. Це некомерційне аматорське кіно, розміщене в інтернеті й не виходило в широкий кінопрокат.
На телебаченні вперше був показаний 6 березня 2011 рік на каналі Гумор Box

## Історія створення
Ідея цього фільму зародилася ще в 1996 році. Сценарій розроблявся протягом 6 років і остаточно сформувався до початку зйомок навесні 2003 року. Підготовчий етап тривав близько 4 місяців: закупівля реквізиту, витратних матеріалів, обговорення, консультації, пошуки фінансування.
Основні зйомки почалися в червні 2003. Вони проходили в селі Гостінополье Волховського району Ленінградської області і тривали 20 днів. З чималими труднощами довелося зіткнутися не тільки у творчому, а й у суто побутовому плані, адже доводилося займатися не тільки організацією творчого процесу, а ще й вирішенням питань більш-менш пристойного проживання та прожитку. Багато проблем доставила непередбачувана і часто дощова погода.
Додаткові зйомки були організовані в грудні 2003 року і в березні 2004 року в підсобних приміщеннях Військово-Медичної Академії і в офісі поліграфічної фірми. Усього було знято близько 11:00 відеоматеріалу.
Особливе місце було приділено експериментам з візуальними ефектами.

## Сюжет
Двоє мандрівників випадково потрапляють в епіцентр подій, пов'язаних з аварією під час випробування нового біологічної зброї …

## Знімальна група
- Режисер, сценарист і продюсер — Павло Фоміненко
- Композитор — Юрій Фоміненко

## У ролях
- Фоміненко Павло Анатолійович
- Олексій Саприкін